# Mirna Jukić
Mirna Jukić (Novi Sad, Servië, 9 april 1986) is een Oostenrijkse zwemster. Jukić vertegenwoordigde Oostenrijk op de Olympische Zomerspelen 2004 en 2008 en tevens houdster van het Europees record op de 200 meter schoolslag. Ze is de oudere zus van Dinko Jukić, eveneens een zwemmer.

## Zwemcarrière
Bij haar internationale debuut, op de WK zwemmen 2001 in Fukuoka, Japan, haalde Jukić de finale op zowel de 100 als de 200 meter schoolslag. Op de 100 meter eindigde de Oostenrijkse als zevende en op de dubbele afstand als achtste. Op de EK kortebaan 2001 in Antwerpen, België, won Jukić twee zilveren medailles, op de 100 en de 200 meter schoolslag. Op de 50 meter schoolslag eindigde de Oostenrijkse als zevende.

### 2002
In Moskou, Rusland nam Jukić deel aan de WK kortebaan 2002. Daar veroverde zij het brons op de 200 meter schoolslag, op de 100 meter schoolslag eindigde ze als zevende en op de 50 meter schoolslag werd ze uitgeschakeld in de halve finales. Enkele maanden later nam de Oostenrijkse deel aan de EK zwemmen 2002 in Berlijn, Duitsland. Op dit toernooi veroverde ze de Europese titel op de 200 meter schoolslag, op de 100 meter schoolslag bereikte ze de zesde plaats en op de 50 meter schoolslag werd ze uitgeschakeld in de halve finales. Op de EK kortebaan 2002 in Riesa, Duitsland werd Jukić Europees kampioene op de 200 meter schoolslag en won ze het zilver op de 100 meter schoolslag, op de 50 meter schoolslag eindigde ze als zevende.

### 2003
Op de WK zwemmen 2003 in Barcelona, Spanje eindigde Jukić als vijfde op de 200 meter schoolslag en als zevende op de 100 meter schoolslag. Op de 50 meter schoolslag werd ze in de halve finales uitgeschakeld en op de 200 meter wisselslag lag ze er al uit na de series. Tijdens de EK kortebaan 2003 in Dublin, Ierland prolongeerde de Oostenrijkse haar Europese titel op de 200 meter schoolslag en veroverde daarnaast het brons op de halve afstand. Op de 50 meter schoolslag werd ze door haar negende plaats in de halve finales nipt uitgeschakeld voor de finale.

### 2004
Op de EK zwemmen 2004 in Madrid, Spanje werd Jukić opnieuw Europees kampioene op de 200 meter schoolslag. Op de 100 meter schoolslag wist ze de bronzen medaille te veroveren en op de kortste schoolslagafstand, de 50 meter, werd ze uitgeschakeld in de halve finales. Bij haar olympisch debuut in Athene, Griekenland, bereikte de Oostenrijkse een zevende plaats op de 200 meter schoolslag, maar werd ze op de 100 meter schoolslag uitgeschakeld in de halve finales. Op de WK kortebaan 2004 in Indianapolis, Verenigde Staten bereikte Jukić de vierde plaats op de 200 meter schoolslag, de vijfde plaats op de 100 meter schoolslag en de achtste plaats op de 50 meter schoolslag.

### 2005
Op de WK zwemmen 2005 in Montreal, Canada veroverde Jukić de bronzen medaille op de 200 meter schoolslag, maar werd uitgeschakeld in de halve finales van zowel de 50 als de 100 meter schoolslag. Op de EK kortebaan 2005 in Triëst, Italië eindigde de Oostenrijkse als vierde op de 200 meter schoolslag, op de 100 meter schoolslag bereikte ze de zesde plaats en op de 50 meter schoolslag de achtste plaats. Op de 200 meter wisselslag strandde Jukić in de series.

### 2007
Nadat Jukić in 2006 door de Ziekte van Pfeiffer aan geen enkel internationaal toernooi had deelgenomen, maakte de Oostenrijkse haar rentree op het internationale podium tijdens de WK zwemmen 2007 in Melbourne, Australië. In Melbourne bereikte ze de halve finales op de 50 en de 200 meter schoolslag, op de 100 meter schoolslag en de 200 meter wisselslag strandde Jukić in de series. Op de EK kortebaan 2007 in Debrecen, Hongarije veroverde de Oostenrijkse twee zilveren medailles, op zowel de 100 als de 200 meter schoolslag, en eindigde ze als vierde op de 50 meter schoolslag.

### 2008
Op de EK zwemmen 2008 in Eindhoven veroverde Jukić de Europese titel op de 100 meter schoolslag en werd ze vice-Europees kampioene op de 200 meter schoolslag. Op de 50 meter schoolslag ging de Oostenrijkse naar huis met de bronzen medaille. Enkele weken later nam Jukić deel aan de WK kortebaan 2008 in Manchester, Groot-Brittannië. Op dit toernooi eindigde ze als vijfde op de 200 meter schoolslag en als zesde op zowel de 50 als de 100 meter schoolslag. Tijdens de Olympische Zomerspelen 2008 in Peking, China veroverde Jukić de bronzen medaille op de 100 meter schoolslag, achter wereldrecordhoudster Leisel Jones en de Amerikaanse Rebecca Soni. In de halve finales van de 200 meter schoolslag verbeterde de Oostenrijkse het Europees record op de 200 meter schoolslag dat in handen was van de Noorse Sara Nordenstam. In de finale van de 200 meter schoolslag eindigde Jukić op de vierde plaats achter Nordenstam die het Europees record terug pakte. Op de EK kortebaan 2008 in Rijeka, Kroatië eindigde Jukić als tweede op de 200 meter schoolslag, op de 100 meter schoolslag als derde en op de 50 meter schoolslag als vierde.

### 2009
Tijdens de Oostenrijkse kampioenschappen, op 28 februari, heroverde Jukić het Europees record op de 200 meter schoolslag.